# Anegadapassagen

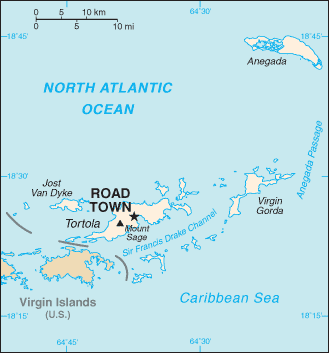
Karta över Brittiska Jungfruöarna med Anegadapassagen till höger.

Anegadapassagen är ett djupt sund i Små Antillerna i Västindien. Passagen, och dess fortsättning Jungfrupassagen, separerar Brittiska Jungfruöarna och Anguilla.
Passagen har tröskeldjup på 1 800 respektive 1 600 meter, vilket medför att atlantiskt djupvatten från 1 600 meters-nivån kan rinna ned i Karibiska havets djupområden. Anegadapassagen är därför av stor vikt för bottenvattnets omsättning i dessa områden.